# Llargues
Il llargues è una specialità sferistica di palla valenciana.

## Regolamento

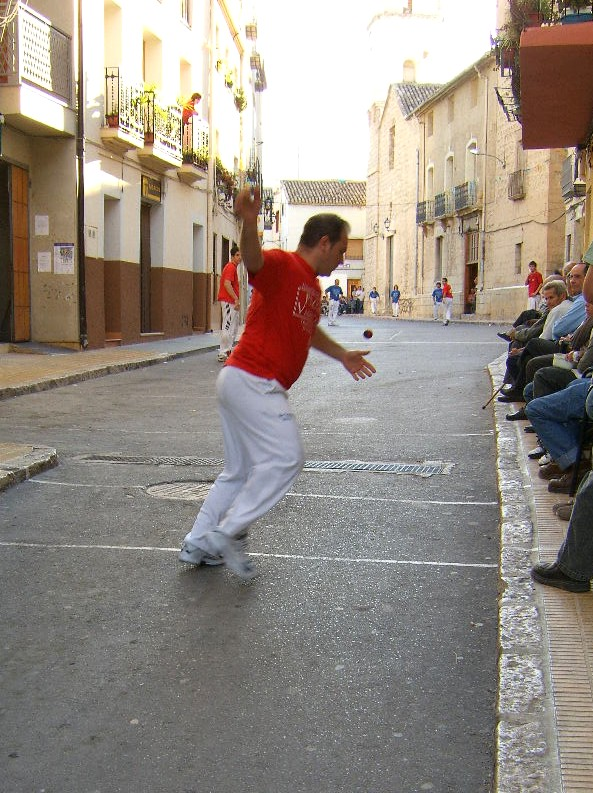
Fase di una partita in pubblica strada

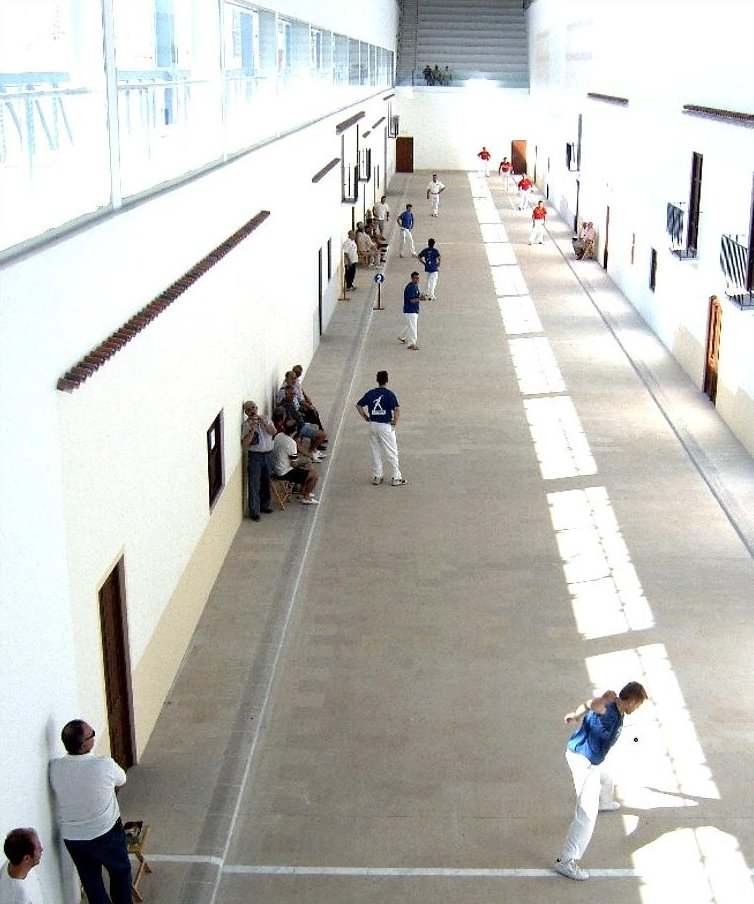
Fase di una partita in sferisterio al coperto

Il llargues si pratica prevalentemente su pubbliche strade e in alcuni tipi di sferisterio, al coperto o all'aperto, che sui muri laterali hanno ringhiere e tettoie artificiali. Sul campo a forma rettangolare, lungo 70 m, si affrontano due squadre di 3 o 4 o 5 giocatori che colpiscono a mano nuda una palla rivestita di cuoio ovino o bovino che pesa massimo 40 g con diametro 3,8 cm. Il punteggio è diviso in giochi con tre cacce: ogni gioco realizzato vale 5 punti e per vincere un gioco si devono totalizzare 4 punti. Chi totalizza 12 giochi, che valgono in totale 60 punti, vince la partita. Le due varianti di gioco definite palma e perxa differiscono poco dal regolamento originario.